# Моллой, Бобби
Роберт «Бобби» Моллой (англ. Bobby Molloy, ирл. Roibeard Ó Maolmhuaidh; 9 июля 1936 года, Голуэй — 2 октября 2016 года, там же) — ирландский государственный деятель, член Палаты представителей парламента Ирландии 18-28 созывов (1965—2002). Занимал ряд министерских постов в правительстве Ирландии (в 1970—2002 годах) .

## Биография
Родился и вырос в городе Голуэй. Учился в Колледже св. Игнатия и Ирландском национальном университете в Голуэе, получив степень бакалавра коммерции (BComm).
Участвовал в партийной и парламентской политике, по крайней мере, с 1960-х годов, в составе партии «Фианна Файл».
Впервые был избран депутатом Палаты представителей парламента Ирландии на выборах 1965 года, представляя округ западного Голуэя от партии «Фианна Файл». В 1968 году был также избран мэром Голуэя. В следующем году он получил назначение в кабинет министров в качестве парламентского секретаря министра образования.
С 1970 по 1973 год работал на посту министра по делам местного самоуправления в правительстве Джека Линча. После поражения партии на выборах 20 созыва в 1973 году и возвращения ей правящих позиций в 1977, стал министром обороны во втором правительстве Линча. В 1979 году в «Фианна Файл» обострилась внутрипартийная борьба, в которой он поддержал Джорджа Колли, однако в итоге к концу 1979 года лидером партии и её парламентской фракции стал Чарльз Хоги. 11 декабря Хоги был назначен премьер-министром Ирландии, Моллой же был вынужден уйти в отставку со своего поста.
В 1985 или 1986 году он покинул «Фианна Файл», войдя в состав новообразованной партии «Прогрессивные демократы», также консервативно-либерального направления. После парламентских выборов 1989 года, занял место министра энергетики в коалиционном правительстве. В том же году и позднее в 1994 участвовал в выборах в Европейский парламент, но оба раза не добился успеха. 
После выборов 1997 года сыграл значительную роль в переговорах по формированию коалиционного правительства между «Прогрессивными демократами» и «Фианна Файл», и стал в нём государственным министром по вопросам охраны окружающей среды, несколько позже получив дополнительный сектор ответственности по делам жилищного строительства и городского развития.
Ушел в отставку с постов государственного министра и в целом из большой политики летом 2002 года на фоне разбирательства его вмешательства в процесс о семейном изнасиловании Барбары Нотон.
Похоронен на Богерморском кладбище в родном городе.

## Семья
Был женат на Филлис Моллой, с которой воспитал двух сыновей Дарага и Доннаку и двух дочерей Шинейд и Сорку, а также имел семь внуков.